# Svetelka
Svetelka – wieś w Słowenii, w gminie Šentjur. W 2018 roku liczyła 246 mieszkańców.